# Josef Němec (finanční komisař)

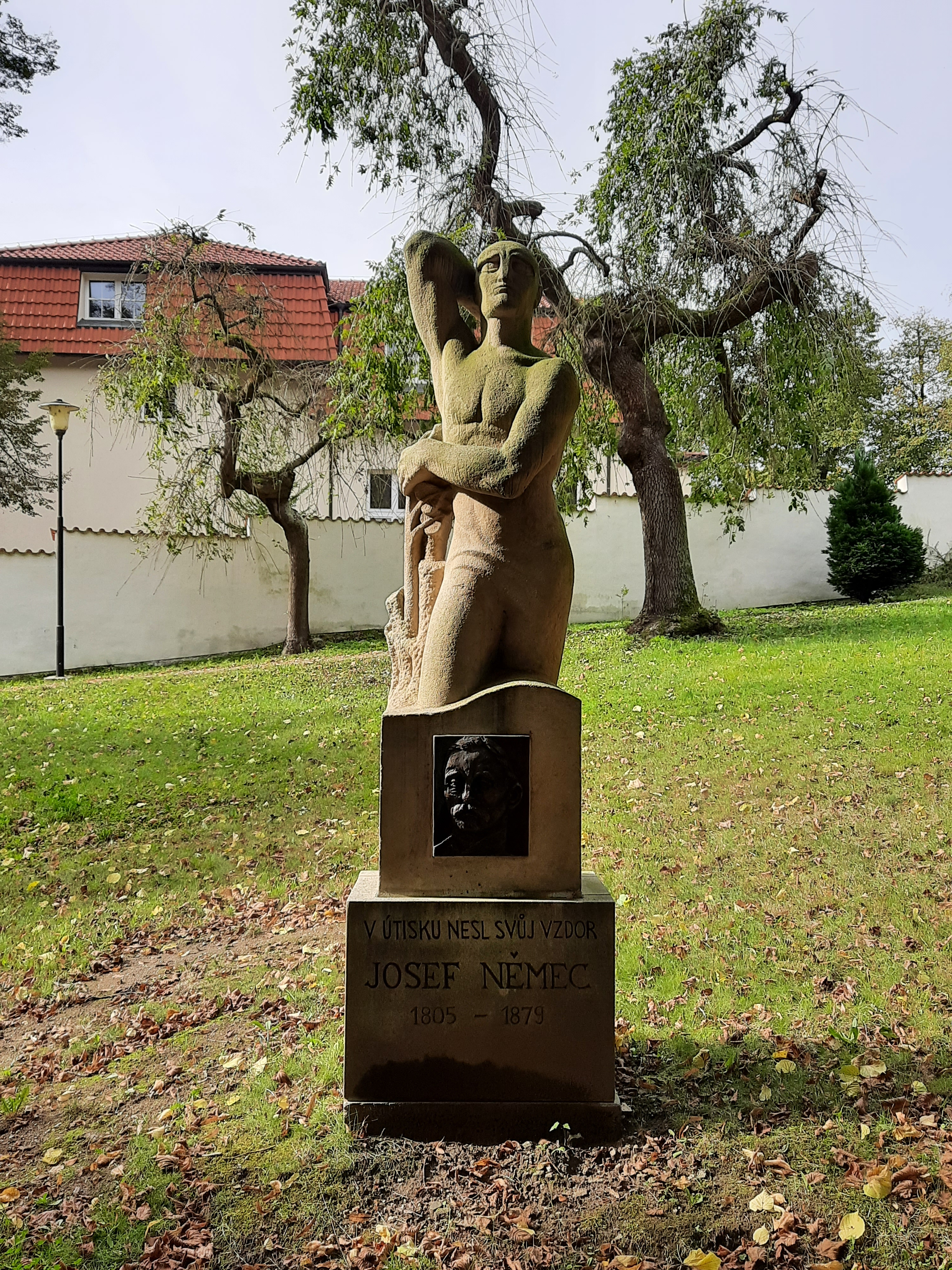
Kenotaf Josefa Němce v místech zaniklého hřbitova pod Kotnovem vztyčený roku 1933

Josef Němec (pseudonym Bořivoj N. Bydžovský, 10. července 1805 Nový Bydžov – 17. září 1879 Tábor) byl český komisař rakouské finanční stráže, publicista, vlastenec, manžel spisovatelky Boženy Němcové. Se svou manželkou zplodili tři syny a dceru.

## Život

### Mládí
Narodil se do rodiny kloboučníka Václava Němce a jeho ženy Anny v Novém Bydžově nedaleko Hradce Králové, v etnicky silně českém regionu. Studoval gymnázium v Hradci, odkud byl však kvůli kázeňskému incidentu vyloučen a nastoupil na Staroměstské gymnázium v Praze. Zde jej vyučoval jako zdejší pedagog také Josef Jungmann, který v Němcovi ještě více posílil české vlastenectví a lásku k jazyku. Po gymnáziu začal navštěvovat Karlo-Ferdinandovu univerzitu.
Roku 1826 neprospěl z náboženství a zároveň byl spolu s dalšími téměř dvěma sty pražskými studenty, kteří úspěšně nesložili ročník, paušálně potrestán kvůli neukázněnému shromáždění při návštěvě císaře Františka I. v Praze, kterého se zdaleka ne všichni dotčení zúčastnili. Byl mu nařízen odvod do armády s povinnou službou na 14 let. Němec utekl z Prahy k rodině do Nového Bydžova, byl zde však zadržen a dopraven k nástupu služby v Jičíně. Vojenskou přísahu složil v pevnosti v Josefově, s riskem postihu tak učinil v češtině, a nikoli v němčině. Dobrovolně se přihlásil ke službě v rakouských državách v Itálii.
Počátkem 30. let 19. století byl povýšen na šikovatele a převelen ke granátníkům do Prahy. Byl navržen na důstojnické povýšení, ale po změně délky povinné služby ze 14 na 8 let se roku 1832 rozhodl armádu opustit a nechal se zaměstnat jako komisař finanční stráže. Zde začal mít Němec další problémy způsobené jeho vlasteneckými sympatiemi. Často se kvůli svému zaměstnání stěhoval.

### Sňatek s Barborou Panklovou

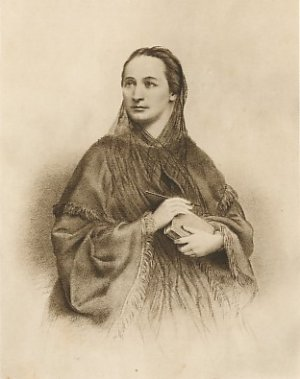
Podobizna Boženy Němcové (datum vzniku není známo)

Roku 1836 byl přeložen do Červeného Kostelce, kde se seznámil s Barborou Panklovou. V roce 1837 přijal nabídku Panklových k sňatku s jejich o patnáct let mladší dcerou Barborou. Ještě téhož roku byla slavena svatba, která proběhla v úterý 12. září v kostelíku Nanebevzetí Panny Marie ve Skaličce. Nevěstu vedl k oltáři Johann Pankl, matka Terezie Panklová se svatby nezúčastnila.
Jeho nadřízení s ostražitostí sledovali jeho projevy češství a někdy malou služební horlivost. V souvislosti s tím byl často služebně překládán, a s ním se musela stěhovat i jeho rodina. Manželství nebylo od počátku šťastné. Rok po svatbě byl Josef Němec přeložen do Josefova, kde se manželům narodilo první dítě – syn Hynek. Poté rodina odešla do Litomyšle, kde se roku 1839 narodil druhý syn, Karel, následně žila v Lanškrouně.
Díky manželově vlivu začala původně v německém prostředí vychovávaná Božena získávat náklonnost k české kultuře, dále podpořené přátelstvím s lékařem Josefem Čejkou. V roce 1840 se celá rodina přestěhovala do Polné, 14 km severovýchodně od Jihlavy, kde byl Němec jmenován respicientem finanční expozitury. Rodina se mužovým prostřednictvím sblížila s místními obrozenci, v čele s hostinským a starostou města Antonínem Pittnerem. Navštěvovali ochotnické divadlo, četli české noviny Květy a Českou včelu. Podle dopisu, který Božena Němcová napsala Ludvíku rytíři z Rittersberka, v Polné poprvé dostala do ruky české knihy, pravděpodobně překlad díla amerického romantického spisovatele Washingtona Irvinga Tales of the Alhambra. Němcovým se v Polné narodila dcera Theodora, která byla pokřtěna 19. června 1841. V polovině roku 1842 se přestěhovali do Prahy, kam byl Josef Němec přeložen a povýšen do vyšší funkce. V Praze se 2. října 1842 narodil třetí syn Jaroslav.
V Praze začala Božena Němcová poprvé psát česky. Manželství s Josefem pro ni nebylo citově uspokojivé, v průběhu jejich vztahu proběhlo několik citových vzplanutí Němcové k jiným mužům. Roku 1843 se Němcovi odstěhovali do Domažlic, kde Němcová působila jako prakticky první národní buditel. Bydleli v domě na náměstí Míru č. 120, roku 1847 se z Domažlic odstěhovali.

### V Uhrách
Roku 1848 byl Josef Němec obviněn ze spiknutí proti státu, došlo k nucenému stěhování z místa na místo, a počátkem roku 1850 byl, na vlastní žádost, přeložen do Uher. Němcová se pak společně se čtyřmi dětmi přestěhovala do Prahy a žili tak fakticky odloučeně. Němec pak dlouhodoběji sloužil v Balašských Ďarmotech. Zde se poprvé odhodlal k vlastní psané tvorbě, následně začal zaznamenávat své cestovní zkušenosti a zážitky v podobě novinových příspěvků a fejetonů, které posílal do českých novin.
Při jedné z návštěv Boženy v Uhrách onemocněl jejich syn Hynek, který s bratrem Karlem zůstal v Praze, tuberkulózou. O jeho nemoci se rodiče poprvé dozvěděli až v srpnu 1853, protože korespondence Němcové byla policií zdržována, či nebyla doručena. O Hynkově velmi vážném stavu se od dr. Lambla (dopis nezachován) dozvěděli rodiče opožděně. Němcová opustila v polovině října 1853 Balašské Ďarmoty, kde s manželem pobývala, stačila se však vrátit až k umírajícímu synovi. Ten zemřel 19. října 1853.
Roku 1853 byl Josef Němec odvolán ze své funkce; nejprve mu byl plat snížen na polovinu, později byl zastaven úplně. Ocitl se tak bez práce, a jeho žena proto byla nucena hledat pomoc u známých v Praze, avšak často neúspěšně. Právě v této době (po smrti Hynka) napsala povídku Babička.

### Rozpad manželství
V roce 1856 obdržel Němec místo účetního oficiála v Běláku v Korutanech. Když po čase požádal o povýšení, byl odmítnut, a navíc obviněn ze zpronevěry. Nakonec byl penzionován a vrátil se do Prahy, kde ho čekal ostrý spor s manželkou. Příčinou se tentokrát stala budoucnost dětí, na kterou měli manželé rozdílné názory. Němec po těchto rozporech sepsal koncept žádosti o rozvod.
Děti nakonec, spolu se svou matkou, dosáhly svého, a otce neposlechly – syn Karel se šel učit zahradníkem do Rájce nad Svitavou, a Jaroslav odjel studovat do Mnichova na výtvarnou akademii. Den před jeho odjezdem zbil rozzuřený Josef Němec svoji manželku tak, že musela hledat pomoc na policii. Manželé se poté opakovaně usmiřovali a zase hádali. K dalším hádkám došlo ve chvíli, kdy byl syn Jaroslav z Mnichova vypovězen, protože neměl žádné finanční prostředky. V Praze si sehnal místo u fotografa, ale když jednou nepřišel večer včas domů, vypukla mezi jeho rodiči další dramatická hádka, a Božena Němcová musela před svým manželem opět utéci. Od té chvíle už se Němcová odmítala s manželem znovu usmířit, a roku 1861 odešla do Litomyšle, kde se pokoušela živit prací pro nakladatele Antonína Augustu, když připravovala vydání svých spisů. V té době ale byla již vážně nemocná (skutečná diagnóza nejasná; pravděpodobně gynekologická rakovina k níž se přidala tuberkulóza), a finanční nouze a zdravotní stav ji donutily k návratu do Prahy, k manželovi, který ji převezl k sobě domů. První sešit II. vydání svého nejslavnějšího díla – Babičky (I. vydání vyšlo v roce 1855) dostala den před svou smrtí. Zemřela 21. ledna 1862, v bytě svého manžela v domě U Tří lip (dnešní ulice Na Příkopě čp. 854/14). Doktor Josef Podlipský, uvedl jako příčinu smrti „všeobecnou vodnatelnost“.

### Po smrti manželky
Němec následně odešel do penze. I přes osobní spory se velmi aktivně snažil o vydávání díla své manželky, zejména poté, co Augusta zpronevěřil peníze a utekl do USA. Němec tak výrazně přispěl k uchování jejího odkazu. V pozdních letech se přestěhoval do Tábora za synem Karlem, který zde vyučoval na zdejší hospodářské škole. Bydlel v domě „U Pleiveisů“ (čp. 491), na pozdějším náměstí Františka Křižíka. Věnoval se zde mimo jiné sepisování svých pamětí. Ty vyšly až v roce 1928.

### Úmrtí
Josef Němec zemřel 17. září 1879 v domě svého syna v Táboře na srdeční zástavu. Tělo bylo pak uloženo v hrobce na starém městském hřbitově v Táboře.

## Dílo
- Z pamětí Josefa Němce, chotě Boženy Němcové (vydáno 1928)